# Rubí Rodríguez
Rubí Elena Rodríguez Moreno é uma matemática chilena, uma das fundadoras do Iberoamerican Congress on Geometry e ex-presidente da Sociedad de Matemática de Chile. É professora do Departamento de Matemática e Estatística da Universidade de La Frontera, e suas especialidades de pesquisa incluem geometria complexa, grupos fuchsianos, superfícies de Riemann e variedades abelianas.

## Formação
Rodríguez obteve um mestrado em matemática na Universidad Técnica del Estado em 1975. Obteve um Ph.D. em 1981 na Universidade Columbia, com a tese On Schottky-Type Groups with Applications to Riemann Surfaces with Nodes, orientada por Lipman Bers.

## Carreira
Rodríguez trabalhou na Universidad de Santiago de Chile, mas foi despedida em 1985, durante o regime de Augusto Pinochet, por razões não declaradas, mas provavelmente políticas. Depois que muitos colegas apelaram da decisão, foi contratada pela Universidade Técnica Federico Santa María.
Foi presidente da Sociedad de Matemática de Chile de 2006 a 2010.

## Livros
Rodríguez é co-autora do livro Complex Analysis: In the Spirit of Lipman Bers (Graduate Texts in Mathematics, 2007, 2nd ed., 2013, com Irwin Kra e Jane Piore Gilman). É co-editora de Lipman Bers, a Life in Mathematics (American Mathematical Society, 2015, com Linda Keen e Irwin Kra).